# Joan Armengol i Moliner

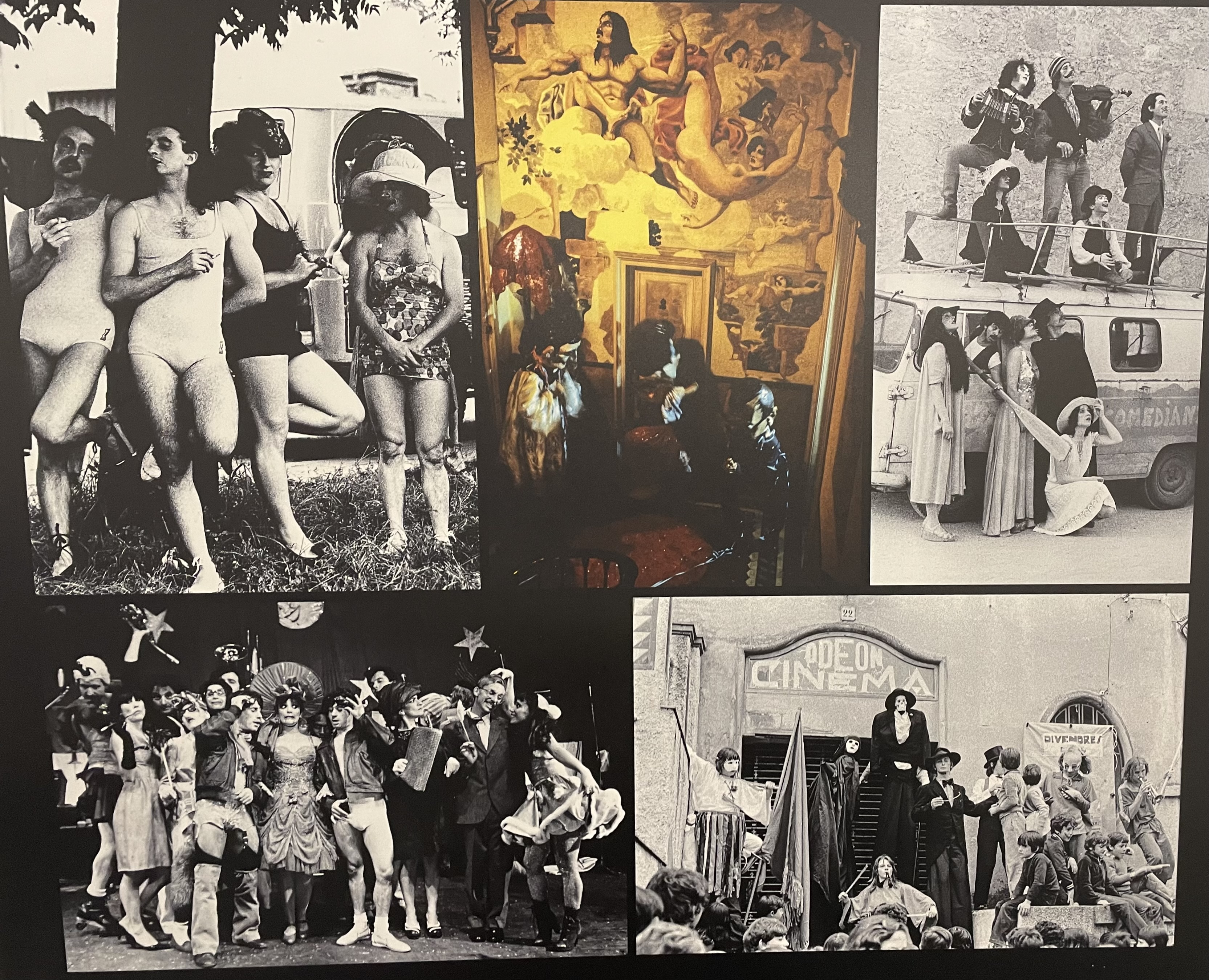
Fotos de Comediants en la Exposición Underground y contracultura en la Cataluña de los 70. (Madrid, 2023)

Joan Armengol i Moliner (Sabadell, 10 de julio de 1949-Badalona, 26 de mayo del 2004) fue un payaso, comediante y poeta español. Conocido por ser cofundador de la compañía de teatro Comediants y por ser pionero en la creación de programas infantiles en la televisión pública catalana con Terra d’escudella.

## Biografía
Fue alumno en la escuela Estudis Nous de Teatre, fundada en 1967 por el dramaturgo Albert Boadella y el actor Josep Montanyès, donde coincidió con otros nombres que posteriormente serían clave para el teatro catalán como Lluís Pasqual, Anna Lizaran, Fermí Reixach y Joan Font.
En 1970, como parte del Grupo de Estudios Teatrales de Horta, interpretó junto a un numeroso elenco, La fira de la mort de Jaume Vidal Alcover, obra que se representó en el Festival de Teatro de Sitges y en el Teatro de la Zarzuela de Madrid.
Con Lizaran, Reixach y Font, Armengol fundó en 1971, Comediants. Una compañía que formó parte del movimiento de teatro independiente, con la que estrenaron los espectáculos Non plus plis (1972), Catacroc (1973), Moros i Cristians (1975), y Plou i fa sol (1976), en los que actuó junto a Jordi Bulbena, Jaume Bernadet, Quimet Pla, Paca Sala, Ángels Julián, Anna Lingua y Montserat Catalá. En 1974, se instalaron en Canet del Mar.
Comediants creó en 1976 el programa de televisión infantil para RTVE Cataluña, Terra d’escudella, pionero en contenido infantil en catalán desde la televisión pública, donde Armengol tuvo uno de los roles principales. Desde 1979 y hasta 1981 fue el presentador de un nuevo programa, Quitxalla, junto a Anna Vidal.
En 1977, Armengol se instaló en el pueblo de Tiana, en El Maresme, junto con su compañera Nùria Fàbregas, donde fundaron una residencia de artistas y espacio de creación llamado Can Boter, dedicado a espectáculos de calle y pasacalles, y la compañía de teatro La Tràgica. Desde 1985 se especializaron en la elaboración de máscaras, gigantes y cabezudos.
Fue un miembro muy activo de la comunidad circense catalana, vinculado a proyectos como el Ateneu Nou Barris de la Asociación Bidó de Nou Barris, el Instituto del Teatro y el Centro de las Artes de Circo Rogelio Rivel en Barcelona, a cuya creación contribuyó activamente, y donde impartió clases de payaso desde 1999.
Fue director del proyecto de animación para el Pueblo Español de Barcelona en 1989, de donde surgió la compañía Triplolocus,y creó espectáculos como Casa Paco de la compañía de circo Rolabola en 2003. Como payaso colaboró habitualmente con la compañía de circo Circ Cric.
Armengol murió en Badalona a causa de un cáncer.

## Legado y reconocimientos

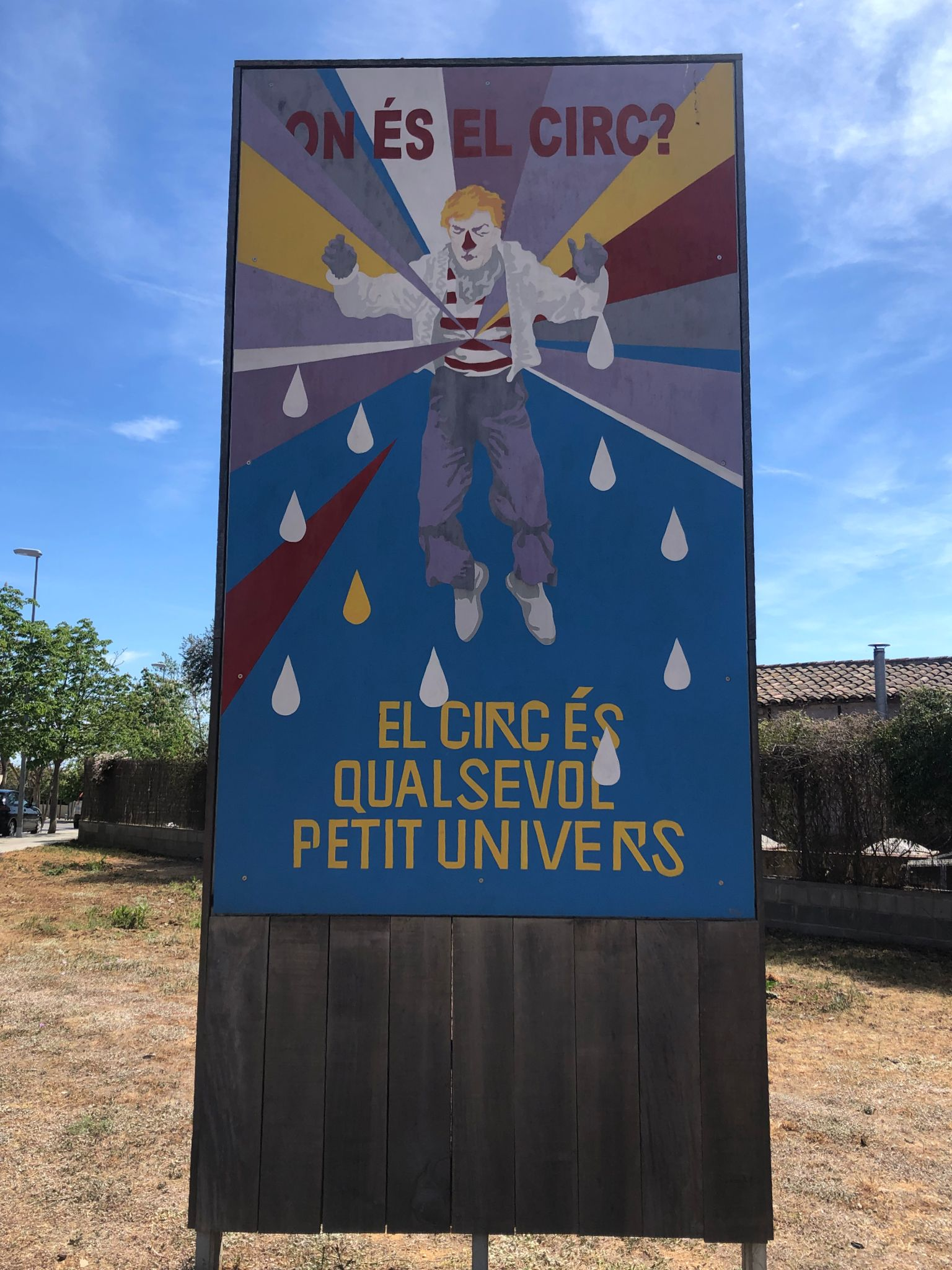
Monumento a Joan Armengol i Moliner en Tiana (2023)

Tras su fallecimiento, recibió diversos reconocimientos a su trayectoria e implicación en el circo catalán. En 2004, le fue concedido un Aplaudiment de los Premios FAD Sebastiá Gasch a título póstumo, por su trabajo como payaso, por ayudar a fundar el Centro de las Artes de Circo Rogelio Rivel, y por su labor docente para la escuela juvenil de circo del Ateneu Popular 9 Barris. Ese mismo año la compañía De Mortimers, parte del colectivo Can Boter vinculado a la residencia fundada por Armengol, puso en marcha el Festival L’1, 2, 3 del Pallasso de Tiana, en su memoria, cuyo nombre alude a la teoría que desarrollaba Armengol en sus clases y escritos sobre el arte del clown. Este festival recibió, en 2013, un Aplaudiment de los Premios FAD Sebastiá Gasch a la creación emergente.
En octubre de 2004 se celebraron las Jornadas sobre circo en Cataluña, Memorial Joan Armengol en el Ateneu Nou Barris, para revisar la situación del sector y que fueron decisivas para la creación de la Asociación de Profesionales del Circo de Cataluña (APCC). Un año más tarde, en 2005 el colectivo Can Boter editó el libro Joan Armengol i Moliner 1 2 3 pallasso, una antología de poemas, escritos, diseños y fotografías.
El Ayuntamiento de Tiana continuó el homenaje a su memoria a través de distintas iniciativas. El parque Joan Armengol lleva su nombre. En 2005, el artista Mario Tarragó pintó un mural homenaje a Armengol por el primer aniversario de su muerte en la fachada de la oficina de Correos de Tiana, y en julio de 2019, diseño un monumento en el que nueve sillas colocadas en disposición vertical hacia el cielo evocan los espectáculos de calle a los que Armengol dedicó su vida. En 2020, se creó el Premio Joan Armengol i Moliner, convocado por la asociación Ómnium Cultural de Tiana, que desde su primera edición ha destacado a figuras relevantes de la cultura como el músico Jaume Arnella i París y los payasos Tortell Poltrona, Montserrat Trias y Alba Sarraute. En 2021, se celebró la Velada Poética Musical dedica a Armengol y a Felícia Fuster.
Armengol ha sido inspiración y referente para el espectáculo Rhümia, de la compañía Rhum & Cia, y también para el espectáculo Pals de Leandro Mendoza, en el que se recita el poema Maleïda mort de su autoría.